# Passionsspiele Salmünster

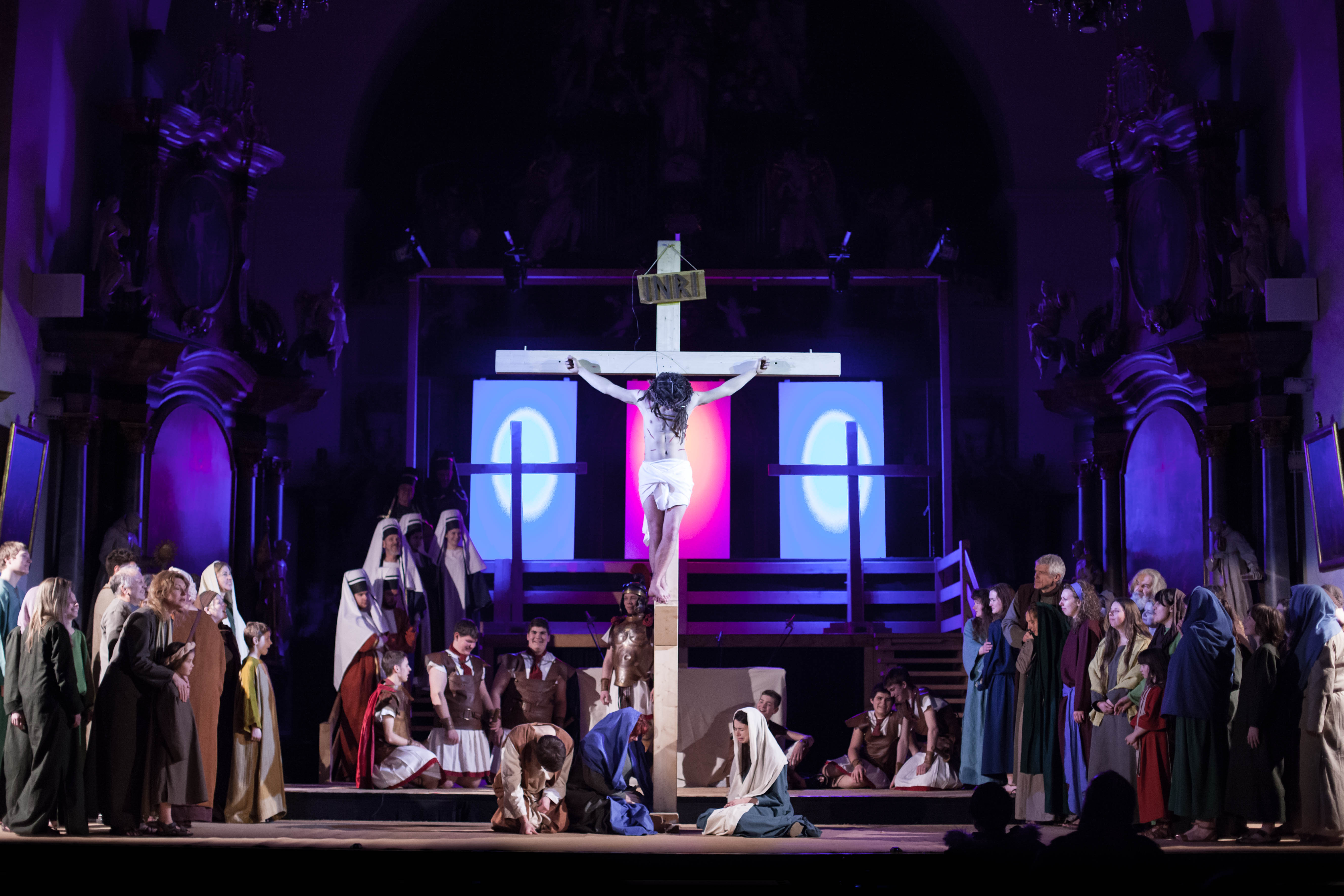
Aufführung der Passionsspiele Salmünster im Jahr 2014
Foto: Gandayo

Die Passionsspiele Salmünster wurden 1983 als Messdiener-Spiel ins Leben gerufen. Alle vier Jahre führt das im europäischen Vergleich junge Passionsensemble das Leiden und Sterben Jesu in der Fastenzeit auf. Aufführungsort ist die Salmünsterer Barockkirche St. Peter und Paul. Es zählt neben dem zeitgleich entstandenen und alljährlich als Prozession gezeigten italienisch-deutschen Bensheimer Passionsspiel und den seit 2006 in dreijährlichem Turnus veranstalteten „Passionsspielen Eppertshausen“ zu den kontinuierlich aufgeführten Passionsspielen in Hessen.

## Entstehungsgeschichte
Am Palmsonntag 1983 beschloss der damalige Pfarrer, Pater Matthias Kircher, anstatt der Predigt die Passion Jesu von den Ministranten in einem kurzen Theaterspiel darstellen zu lassen. 1988 entwickelten zwei Ministranten mit dem Drehbuch von Franco Zeffirellis Film „Jesus von Nazareth“ als Vorlage ein abendfüllendes Passionsspiel. Da das so entstandene Stück den Rahmen eines Gottesdienstes sprengte, wurde 1989 die Aufführung nach Neuhof verlegt. 1990 ging das Passionsspiel auf Tournee nach Fulda und Schlüchtern und erreichte so größere Bekanntheit.
Ab 1991 wurden die Passionsspiele live von einem sinfonischen Orchester begleitet. Weitere Aufführungen fanden in Hösbach und in Obernburg am Main statt.
1993 vereinten sich Europäische Passionsspielorte in Ligny zur Europassion. Die Passionsspiele Salmünster sind Gründungsmitglied.
1994 entstand ein von Grund auf neuer Text. 1998 erhielt die Passion ihre eigene, zum Teil von Ensemble-Mitgliedern hergestellte Bühne. Im Jahre 2004 war die Europassion der Jugend in Salmünster zu Gast.
Aus Anlass des 25-jährigen Bestehens der Passionsspiele Salmünster wurde der Text überarbeitet. Es entstand ein Gegenwartsbezug, der u. a. mit einem Beamer umgesetzt wurde. Viele Kostüme wurden erneuert und die Bühne erhöht. Die Passionsspiele Salmünster richteten die Generalversammlung der Europassion aus.
2011 trat erstmals mit Weihbischof Karlheinz Diez ein Schirmherr für das Spiel ein. Der Gegenwartsbezug wurde durch die Leitfigur der Ehebrecherin Miriam weiter ausgebaut. Die Bühne wurde vergrößert. Tonübertragung und ein neues Lichtkonzept untermalten die Szenerie.
In der Saison 2014 beschäftigten sich die Passionsspiele Salmünster mit Vorurteilen – „Verurteilt!“ war das übergreifende Motto. Einen Schwerpunkt bildete dabei die Bibelstelle „Das Gespräch am Jakobsbrunnen“ [Joh 4,1-26]. Schirmherr für diese Saison war der Fuldaer Bischof Heinz Josef Algermissen.
Die 15. Saison im Jahr 2018 stand unter dem Motto „Glaubt. Handelt.“. Dabei wurde aufgezeigt, wie wichtig es sowohl zur Zeit Jesu war als auch heute noch ist, Glauben zu leben. Die Schirmherrschaft übernahm der apostolische Nuntius, Dr. Nikola Eterović. Der Vertreter des Heiligen Stuhls hielt ebenfalls den Eröffnungsgottesdienst.

## Text

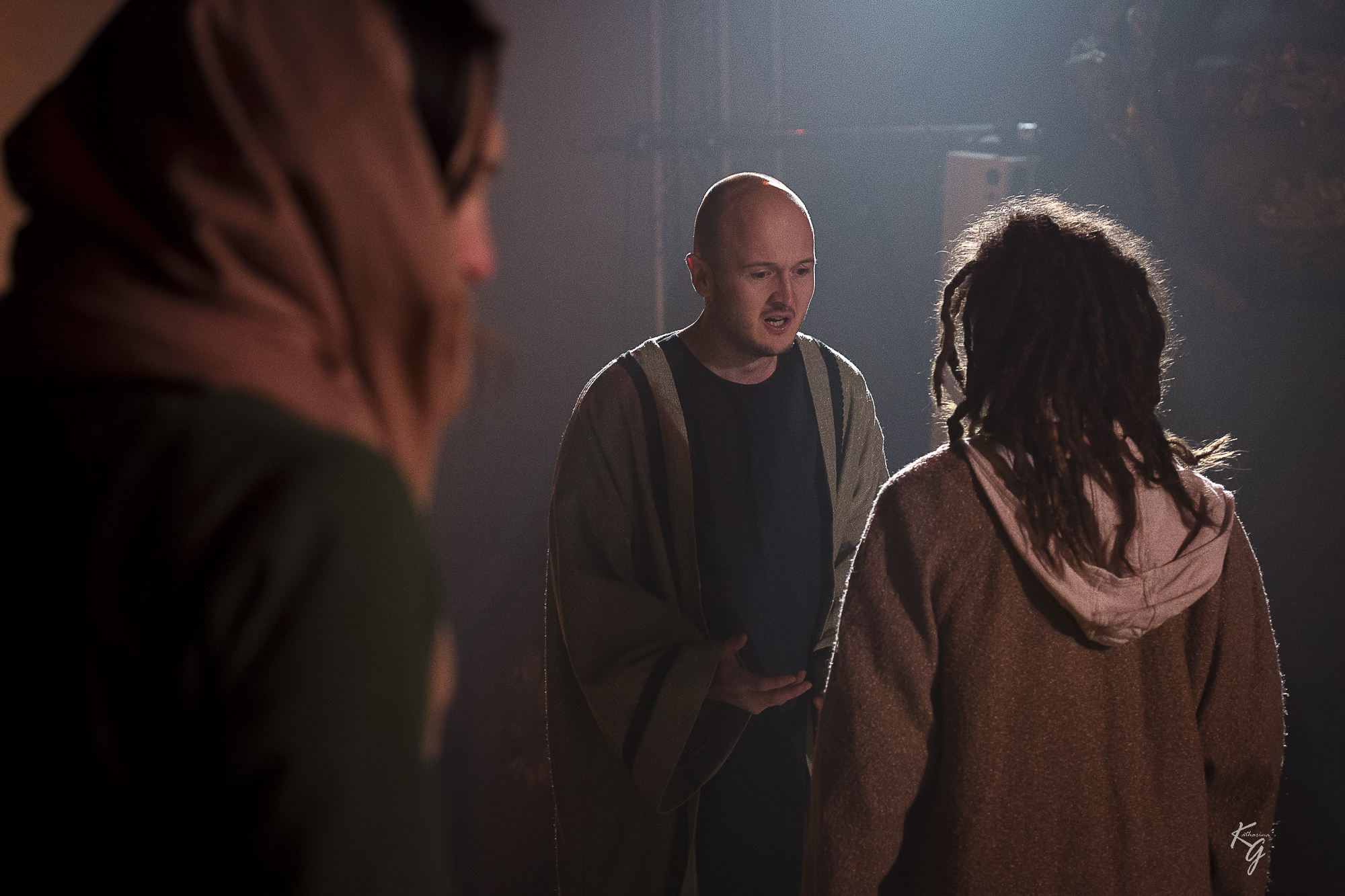
Judas versteht Jesu Geduld nicht und möchte ihn zum Handeln bewegen. Im Vordergrund Maria Magdalena – die ebenfalls zu verzweifeln droht.
Foto: Katharina Grosch

Der Text ist in heutiger Sprache gehalten und wird für jede Spielsaison unter einem anderen Leitgedanken neu verfasst. Der Fokus liegt dabei bewusst auf einer Verarbeitung gesellschaftlich-religiöser Themen. Neben dieser thematischen Verarbeitung zeigen die Passionsspiele Salmünster vor allem zuschauernahe Volksszenen.
Gespielt wird auf einer professionellen Bühne, die für die Aufführungen und Proben im Altarraum der Pfarrkirche aufgebaut wird. Durch medialen Einsatz und Licht wird sie in Szene gesetzt.